# Eoasthena mesosterea
Eoasthena mesosterea là một loài bướm đêm trong họ Geometridae.